# كأس ديفيز 1994
كأس ديفيز 1994  هو الموسم 83 من  كأس ديفيز. أقيم خلال الفترة 25 مارس 1994 وحتى 4 ديسمبر 1994، وفاز فيه منتخب السويد لكأس ديفيز.